# Universi paralleli per Bucky O'Hare
Universi paralleli per Bucky O'Hare (Bucky O'Hare and the Toad Wars in Nord America e Bucky O'Hare and the Toad Menace in Canada) è una serie animata franco-statunitense creata da Sunbow Entertainment, Abrams/Gentile Entertainment, Continuity Comics e la società francese IDDH, co-prodotto da Marvel Productions e distribuito dalla controllata di Hasbro Claster Television. È basato sul fumetto cult Bucky O'Hare, e animato da AKOM. Ha debuttato nel 1991 negli Stati Uniti e nel 1992 nel Regno Unito sulla BBC. In Italia è stata trasmessa una sola volta da Italia 1 dal 21 agosto al 4 settembre 1995 con la sigla di Marco Destro.

## Trama
La storia si svolge in un universo parallelo, lo Ainverso (A.N.I.V.E.R.S.E. in originale), dove è in corso una guerra tra la Federazione del Regno Animale (gestito da mammiferi) con a capo Bucky (una lepre verde) e il sinistro Impero di Rospo. L'Impero di Rospo è guidato da un vasto sistema informatico noto come ZERO (K.O.M.P.L.E.X.), che ha fatto il lavaggio del cervello alla popolazione, portandola a combattere una campagna espansionista contro il resto della galassia. Un giorno Willy, un ragazzo terrestre esperto di informatica e tecnologia, si trova catapultato in questo universo tramite un portale "ad acceleratore di fotoni" da lui stesso creato e decide di unirsi all'equipaggio di Bucky nella lotta contro i nemici.
La trama del fumetto invece, vede Bucky e il suo equipaggio sfuggire a un attacco dei rospi per poi salvare Jenny quando viene catturata da questi ultimi. Alla fine, uno strano topo quasi onnipotente bandisce i rospi che attaccano Bucky in "un posto sicuro dove il cibo è cattivo e le tasse sono alte". I genitori di Willy, non sapendo cosa fa l'acceleratore di fotoni, lo disattivano, intrappolandolo così nell'Universo Parallelo.

## Personaggi
Bucky e il suo equipaggio sono membri della S.P.A.C.E. organizzazione, che sta per Protoplasma Senziente contro l'Invasione Coloniale.
- Bucky O'Hara (Bucky O'Hare in originale): una lepre verde, capitano di una fregata S.P.A.C.E chiamata "Giusta Indignazione" ("The Righteous Indignation"). È stato creato dallo scrittore di fumetti Larry Hama[7] e dal disegnatore Michael Golden tra il 1977 e il 1978 e ha debuttato al pubblico nel primo numero di Echo of Futurepast nel maggio 1984. È doppiato da Jason Michas in inglese e da Gabriele Calindri in italiano.
- Jenny: primo ufficiale e pilota, è una gatta del pianeta Aldebaran con misteriosi poteri magici e psionici comuni alle femmine della sua specie. I suoi poteri includono telepatia, proiezione astrale, esplosioni di energia e guarigione. A causa della Prima Direttiva della Sorellanza Aldebaran, mantiene segreti questi poteri agli altri. È doppiata da Margot Pinvidic[8][9] in inglese e da Veronica Pivetti in italiano.
- Bruce: un babbuino berserker betelgeusiano che ha servito come ingegnere della Giusta Indignazione. È svanito in un'altra dimensione quando l'acceleratore di fotoni della nave ha funzionato male durante la battaglia avvenuta nel primo episodio. È doppiato da Dale Wilson in inglese e da Giovanni Battezzato in italiano.
- Willy DuWitt: ingegnere, è un genio umano pre-adolescente di San Francisco che entra nell'universo parallelo tramite un portale tra l'acceleratore di fotoni della nave e il suo acceleratore a casa. Ha sostituito Bruce, l'ex ingegnere, che è stato teletrasportato via quando le armi al plasma dei rospi hanno causato un enorme feedback nell'acceleratore di fotoni della nave. Più tardi, Willy rimane bloccato nello ANIVERSO quando i suoi genitori spengono l'acceleratore di fotoni nella sua stanza. Bucky e il suo equipaggio decidono di mantenere la presenza di un umano come Willy segreta ai rospi. È doppiato da Shane Meier in inglese e da Davide Garbolino in italiano.
- Mitraglia (Dead-Eye Duck in originale): artigliere, un'ex anatra pirata spaziale a quattro braccia di Kanopis III. Guercio, impaziente e violento, preferisce lasciare che le sue quattro pistole laser parlino per lui. Nella versione originale inglese parla con un accento del sud. È doppiato da Scott McNeil in inglese e da Flavio Arras in italiano.
- Blinky: un AFC avanzato ("Androide" di prima classe). Ha solo un occhio come viso. Utilizza la frase "Calamità e guai!" quanto arrivano le situazioni problematiche per Bucky e i suoi compagni di squadra. È doppiato da Sam Vincent in inglese e da Riccardo Peroni in italiano.

I membri dell'Impero di Rospo introdotti sono i seguenti:
- ZERO (KOMPLEX in originale): il sovrano indiscusso dell'Impero di Rospo. Questo sapiente programma per computer è stato progettato per gestire la cultura consumista dei rospi, e lo ha fatto, conquistandola e militarizzandola. Il suo nome, in lingua rospo, è un anagramma di "nutrimi". È doppiato da Long John Baldry in inglese e da Antonio Paiola in italiano.
- Il maresciallo (Toad Air Marshall in originale): uno dei principali comandanti di KOMPLEX, con un'uniforme ornata di medaglie e una faccia ricoperta di verruche. È doppiato da Jay Brazeau in inglese e da Tony Fuochi in italiano.
- Mega Force (Toad Borg in originale): guerriero d'élite di ZERO , in parte rospo, in parte robot. È doppiato da Richard Newman in inglese e da Paolo Marchese in italiano.
- Tempesta (Storm Toads in originale): i soldati rospo senza cervello che servono come forza d'attacco primaria per l'Impero. Sono doppiati in italiano da Pietro Ubaldi.

### Personaggi esclusivi della serie animata
Quasi tutti i personaggi sopra elencati appaiono quasi tutti sia nel fumetto che nel cartone animato. La maggior parte dei seguenti invece compiono la loro apparizione esclusivamente nella serie animata.
- Bruiser: il fratello di Bruce, un babbuino berserker betelgeusiano che si unisce alla squadra di Bucky come marine spaziale della Giusta Indignazione. Lui, come tutti i babbuini berserker, spaventa a morte i rospi e adora picchiarli. È ottuso ma ben intenzionato e ha un grande rispetto per Willy. È doppiato da Dale Wilson in inglese.
- Comandante Dogstar: alleato di Bucky, capitano dell'Instancabile (Indefatigable), un'altra fregata che combatte contro i rospi. È doppiato da Garry Chalk in inglese.
- Mimi LaFloo: un essere simile a una volpe originariamente prigioniera dei rospi, Mimi viene salvata da Bucky e continua a comandare la sua fregata di mammiferi, L'urlante Mimi che appare negli episodi 4 e 10. È doppiata da Margot Pinvidic in inglese.
- Frix e Frax: i due maldestri subordinati del maresciallo. Sono doppiati rispettivamente da Terry Klassen e Scott McNeil in inglese.
- Al Negator: uno sleazasaur (coccodrillo bipede) spia e mercenario spesso assunto dal maresciallo. Si veste e parla in modo coerente al popolo cajun. È doppiato da Garry Chalk in inglese e da Mario Scarabelli in italiano.

## Episodi
| nº | Titolo italiano         | Titolo inglese                  | Prima TV USA      | Prima TV Italia   |
| --- | ----------------------- | ------------------------------- | ----------------- | ----------------- |
| 1 |                         | War of the Warts                | 8 settembre 1991  | 21 agosto 1995    |
| Bucky O'Hara e l'equipaggio della Giusta Indignazione scoprono che l'Impero dei Rospi ha preso il controllo del suo pianeta natale Warren e devono recarsi sul luogo per indagare. Nel frattempo, un ragazzo terrestre di nome Willy DuWitt entra nell'universo di Bucky usando un dispositivo sperimentale.                                                  |                         |                                 |                   |                   |
| 2 |                         | A Fistful of Simoleans          | 15 settembre 1991 | 22 agosto 1995    |
| Willy si unisce all'equipaggio di Bucky sul pianeta Warren dove trovano informazioni relative ai recenti cambiamenti climatici nel mondo. La causa si rivela essere una nuova arma chiamata Convertitore Climatico. Nel frattempo, una spia viene assunta dall'Impero di Rospo per ottenere l'accesso attraverso la capitale dell'ANIVERSO, il pianeta Genus. |                         |                                 |                   |                   |
| 3 |                         | The Good, the Bad and the Warty | 22 settembre 1991 | 23 agosto 1995    |
| L'equipaggio della Giusta Indignazione si infiltra in una nave madre dei rospi per recuperare i codici di accesso al pianeta Genus. Gli unici che li separano dal loro obiettivo sono il mercenario Al Negator e il micidiale Mega Force. |                         |                                 |                   |                   |
| 4 |                         | Home, Swampy Home               | 29 settembre 1991 | 24 agosto 1995    |
| Dopo essere stato catturato e poi salvato dai rospi, Bucky ha intenzione di infiltrarsi in una colonia di schiavi che sta attualmente costruendo un nuovo Convertitore Climatico. |                         |                                 |                   |                   |
| 5 |                         | On the Blink                    | 6 ottobre 1991    | 25 agosto 1995    |
| L'Impero di Rospo ha preso il controllo di un pianeta natale di koala e ha installato un sistema di difesa che impedisce l'accesso ai mammiferi. Tocca così all'androide Blinky entrare di soppiatto sul pianeta e disattivarlo una volta per tutte. |                         |                                 |                   |                   |
| 6 | Guerrieri               | Kreation Konspiracy             | 13 ottobre 1991   | 26 agosto 1995    |
| Secondo alcune voci su un pianeta arido dovrebbe trovarsi un potente congegno, così Bucky e il suo equipaggio cercano di intercettarlo prima che lo facciano i rospi. Nel frattempo, Blinky viene rapito da tre rospi anziani, che potrebbero avere un collegamento con il leader dell'Impero, ZERO.                                                          |                         |                                 |                   |                   |
| 7 | Pericolo televisivo     | The Komplex Caper               | 20 ottobre 1991   | 28 agosto 1995    |
| ZERO usa il potere della Rospo TV per controllare la popolazione dei mammiferi. Bucky deve così recarsi nel pianeta natale dei rospi per interrompere la trasmissione e, con un po' di fortuna, ZERO in persona. |                         |                                 |                   |                   |
| 8 | Il pianeta dei babbuini | The Search for Bruce            | 27 ottobre 1991   | 29 agosto 1995    |
| Il fratello di Brusier, l'ex ingegnere Bruce, è tornato assumendo una forma spettrale ma è comunque vivo. Nel frattempo, l'Impero di Rospo crea una nuova invenzione per teletrasportare le proprie truppe ovunque nell'ANIVERSO. |                         |                                 |                   |                   |
| 9 |                         | Corsair Canards                 | 3 novembre 1991   | 30 agosto 1995    |
| Un trattato tra il consiglio di sicurezza dell'UAC e gli ex compagni pirati di Mitraglia sta per essere finalizzato. Tuttavia un piccolo gruppo di recenti saccheggi da parte dei pirati è sul punto di mettere in pericolo le trattative. |                         |                                 |                   |                   |
| 10 |                         | The Artificers of Aldebaran     | 10 novembre 1991  | 31 agosto 1995    |
| L'allieva di Jenny, la principessa Felicia, viene rapita da Mega Force e tocca a lei e Willy salvarla. La fonte di potere che il criminale cibernetico sta cercando potrebbe significare il destino del pianeta natale di Jenny, il pianeta Aldebaran, e forse l'intero ANIVERSO.                                                                             |                         |                                 |                   |                   |
| 11 |                         | The Warriors                    | 17 novembre 1991  | 1º settembre 1995 |
| Il maresciallo viene cacciato dal suo esercito dopo il suo più recente fallimento per mano di Bucky O'Hara. Per riconquistare il suo status, si unisce a una lucertola samurai, che sta tramando per conquistare un pianeta vicino, Kanopis III, ovvero il pianeta natale di Mitraglia.                                                                       |                         |                                 |                   |                   |
| 12 |                         | Bye Bye Berseker Baboon         | 24 novembre 1991  | 2 settembre 1995  |
| I rospi invadono il pianeta natale di Bruiser e dei suoi compagni babbuini betelgeusiani, usando speciali occhiali per prevenire la paura dei loro nemici più terrificanti. Bucky e il suo equipaggio combattono e presto incontrano l'arma segreta dell'Impero: l'inarrestabile Rospo del Terrore.                                                           |                         |                                 |                   |                   |
| 13 | La cattura di Jenny     | The Taking of Pilot Jenny       | 1º dicembre 1991  | 4 settembre 1995  |
| Jenny viene catturata dai rospi. A questo punto Mega Force vuole sfruttare la situazione a suo favore utilizzandola come scambio per riavere un Convertitore Climatico che ha abbandonato di recente, ignaro del vero obiettivo di Bucky. |                         |                                 |                   |                   |

## Altri media
Dal fumetto originale, oltre alla serie animata, sono nati anche diversi spin-off multimediali tra cui giocattoli e videogiochi.

### Fumetti
Nonostante la trama dell'opera cartacea originale si fermi a quando Willy rimane intrappolato nell'Universo Parallelo, in concomitanza con la serie TV negli anni '90, nel Regno Unito è stato ristampato il fumetto con ulteriori quindici numeri, scritti da Peter Stone e illustrati da Andre Coates e Joel Adams.
Nel 2006, Vanguard Productions ha ristampato il fumetto originale di Bucky O'Hare e due dei numeri del Regno Unito in una raccolta di dimensioni ridotte, simile a un manga. Il libro si chiama Bucky O'Hare and the Toad Menace ed è stampato in bianco e nero. Nel 2007 Image Comics ha distribuito anche l'edizione deluxe. Alcune copie dell'edizione deluxe, tuttavia, erano in realtà l'edizione standard con copertina rigida, non la versione a colori firmata e numerata che veniva pubblicizzata.

### Videogiochi
Nel 1991 Konami ha distribuito un gioco elettronico portatile intitolato semplicemente Bucky O'Hare.
Un altro gioco di Bucky O'Hare, pubblicato per il Nintendo Entertainment System nel 1992, vede Bucky impegnato a salvare ciascuno dei suoi membri dell'equipaggio (eccetto Bruiser, che non è presente nel gioco) su una serie di pianeti. Man mano che ogni personaggio viene salvato, il giocatore acquisisce la capacità di passare dall'uno all'altro durante il gioco e permettere a Bucky di risolvere diversi problemi. Immediatamente dopo aver rimesso insieme il suo intero equipaggio, vengono tutti nuovamente catturati e imprigionati sulla nave madre Toad. Bucky e Blinky, condividendo la stessa cella, riescono a scappare, dovendo così salvare i restanti membri facendosi strada attraverso la mostruosa nave. Il game design e i livelli somigliano alla serie di Mega Man di Capcom, con elementi della serie Contra della stessa Konami.
Nel 1992 è stato anche pubblicato un gioco arcade, sempre di Konami, che permette a un massimo di quattro giocatori di controllare Bucky, Jenny, Dead-Eye o Blinky. È un run 'n' gun simile ai giochi arcade Konami come Sunset Riders, Mystic Warriors, Wild West Cowboys of Moo Mesa e Aliens. La trama di questo capitolo permette inoltre di ottenere la vittoria finale sui rospi rilasciando un'energia chiamata "Interplanetary Life Force" contenuta in KOMPLEX. Il gioco presenta anche i doppiatori originali del cartone a prestare la voce ai rispettivi personaggi.

## Accoglienza
Un redattore del sito web ScienceFiction.com affermò che nonostante la serie non si potesse classificare come una delle migliori opere di fantascienza realizzate era comunque da considerarsi interessante per via del fatto che era in gran parte ambientato in un universo privo di esseri umani e trattava anche temi a favore dell'ambientalismo e contro il consumismo. Universi paralleli per Bucky O'Hare si rivelava un ottimo modo per risvegliare alcuni agghiaccianti ricordi legati al consumismo della società e forniva anche un ottimo studio sulla controcultura degli anni' 90. Pur non essendo una grande opera di fantascienza aveva lasciato un posto nel cuore degli spettatori e con il suo essere strano e bizzarro aveva reso felici molti bambini. Similmente ad altre serie come Robotech e Power Rangers, anche Bucky O'Hare aveva introdotto in maniera efficace i giovani telespettatori alla fantascienza.
In un articolo di Syfy venne affermato che questa serie animata era tra quelle che stava cercando di inseguire il successo di Tartarughe Ninja alla riscossa nel corso degli anni '90 e si mostrava come una space opera sulla scia di Star Wars. WatchMojo fece un'affermazione simile, classificandolo come la quarta migliore serie copia di Tartarughe Ninja alla riscossa.